# جوزيف كلاي
جوزيف كلاي (بالإنجليزية: Joseph Clay)‏ هو محامي وقاضي وسياسي أمريكي، ولد في 16 أكتوبر 1741 في المملكة المتحدة، وتوفي في 15 نوفمبر 1804. حزبياً، نشط في الحزب الفيدرالي الأمريكي.